# 2021 в Україні
2021 в Україні — це перелік головних подій, що відбуваються у 2021 році в Україні. Також подано список відомих осіб, що померли в 2021 році. Крім того, зібрано список пам'ятних дат та ювілеїв 2021 року. З часом буде додано відомих українців, що народилися в 2021 році.

## Події

### Січень
- 8 січня — Коронавірусна хвороба 2019 в Україні: Кабінет Міністрів України ввів жорсткий карантин на період до 24 січня[1].
- 9 січня — на газовому магістральному трубопроводі «Уренгой-Помари-Ужгород» біля села Калайдинці на Полтавщині стався вибух[2].
- 11 січня — Міністерство фінансів США запровадило санкції проти семи українських політиків, зокрема Олександра Дубінського, Костянтина Кулика і Олександра Онищенка, а також 4 засобів масової інформації («Ера-Медіа», «Only News», «NabuLeaks» та «Скептик») через втручання у президентські вибори Сполучених Штатів та участь в російській мережі зовнішнього впливу.[3]
- 16 січня — в Україні набувала чинності норма Закону про мову, згідно з якою громадян повинні обслуговувати українською мовою[4].
- 21 січня — у Харкові у пансіонаті для літніх людей сталася пожежа, в якій загинуло 15 осіб[5].

### Лютий
- 2 лютого — Президент України Володимир Зеленський ввів у дію рішення РНБО про застосування санкцій проти народного депутата Тараса Козака та телеканалів 112 Україна, NewsOne та ZIK, які було заблоковано[6].
- 4 лютого — у Запоріжжі сталася пожежа у Запорізькій обласній клінічній інфекційній лікарні, внаслідок якої загинуло троє пацієнтів та лікарка-анестезіолог. Ще двоє осіб постраждали.[7][8]
- 19 лютого — Рада національної безпеки і оборони України підтримала санкції проти 19 юридичних і восьми фізичних осіб за фінансування тероризму, серед яких Віктор Медведчук і Оксана Марченко[9].
- 23 лютого:
  - В Україні зареєстровано дві вакцини проти COVID-19: від AstraZeneca та Pfizer/BioNTech[10][11].
  - Перша партія вакцини Ковішелд надійшла до України[12].
  - Приморський районний суд Одеси засудив активіста Сергія Стерненка до 7 років та трьох місяців позбавлення волі з конфіскацією половини майна[13].
- 24 лютого — в Україні вакцинували першу людину від коронавірусу вакциною від AstraZeneca[14].

### Березень
- 2 березня — президент України Володимир Зеленський зробив щеплення вакциною Ковішелд[15].
- 5 березня — Держсекретар США Ентоні Блінкен оголосив про внесення українського олігарха Ігоря Коломойського та членів його найближчої родини до санкційного списку[16].
- 6 березня — у Польщі в результаті ДТП за участі українського рейсового автобуса, що слідував рейсом Познань-Херсон, 6 осіб загинуло, ще 39 потрапили до лікарень[17].
- 9 березня — лауреатами Шевченківської премії 2021 року стали Оксана Луцишина, Станіслав Асєєв, Валентин Васянович, Борис Михайлов, Олександра Андрусик, Євген Шимальський, Катерина Сула, Сергій Маслобойщиков, Наталя Рудюк та Олександр Бегма.[18]
- 10 березня — в Україні зареєстрували вакцину CoronaVac китайського виробника Sinovac Biotech[19].

### Квітень
- 5 квітня — Антимонопольний комітет (АМКУ) наклав штраф розміром у мільйон гривень на українську філію Google, ТОВ «Гугл», за неподання інформації у розслідуванні.[20]
- 9 квітня — Компанія ДТЕК завершила монтаж першої в Україні промислової системи накопичення енергії (СНЕ) потужністю 1 МВт і ємністю 2.25 МВт⋅год.[21]
- 12 квітня — Кабінет міністрів України дозволив іноземним закладам вищої освіти відкрити філії в Україні[22].
- 13 квітня:
  - В Україні розпочинається процес вакцинації населення проти коронавірусу препаратом CoronaVac китайської компанії Sinovac Biotech.[23][24][25]
  - Міністр охорони здоров'я України Максим Степанов заявив, що Україна вийшла на пік третьої хвилі коронавірусу.[24][26]
- 16 квітня — в Україну надійшла перша партія вакцини Комірнаті від Pfizer/BioNTech у рамках глобальної ініціативи COVAX[27].
- 19 квітня — на станції «Академік Вернадський» розпочала роботу XXVI Українська антарктична експедиція.
- 25 квітня — Київське «Динамо» достроково стало переможцем чемпіонату України з футболу сезону 2020–2021[28].
- 29 квітня — Європейський парламент ухвалив резолюцію, в якій закликав у разі прямого вторгнення Росії в Україну зупинити імпорт російських нафти і газу до ЄС, відключити РФ від SWIFT та ввести санкції проти наближених до російської влади олігархів[29].

### Травень
- 11 травня — Апеляційний адміністративний суд підтримав чинність нової редакції українського правопису[30].
- 13 травня — у фіналі Кубка України з футболу 2020—2021 київське «Динамо» перемогло луганську «Зорю» та стало 13-разовим володарем Кубка України[31].
- 22 травня — Україна на пісенному конкурсі Євробачення 2021: на 65-му пісенному конкурсі Євробачення-2021, що проходило в Роттердамі, гурт Go_A виборов 5-те місце[32].
- 26 травня:
  - Інвестиційна компанія Dragon Capital придбала українське інтернет-видання «Українська правда»[33].
  - Український фільм Зази Буадзе «Мати апостолів» переміг у трьох номінаціях на Нью-Йоркському кінофестивалі[34].
  - Український фольк-гурт «Go A» із піснею «Шум» очолив престижний світовий хіт-парад музичних трендів «Spotify»[35].

### Червень
- 12 червня — відбулось вручення нагород П'ятої національної кінопремії «Золота дзиґа» Української кіноакадемії. Найбільшу кількість нагород — 6 отримала стрічка режисера Валентина Васяновича «Атлантида».[36]
- 27 червня — український боксер Василь Ломаченко достроково переміг технічним нокаутом Накатані Масайосі[37].
- 28 червня:
  - У Чорному морі стартували військові навчання Сі Бриз, які стали найбільш масштабними за всю історію[38].
  - Національний архів Швеції передав Україні три копії Конституції Пилипа Орлика[39].

### Липень
- 1 липня — в Україні стартував продаж сільськогосподарських земель[40].
- 11 липня — у Києві, після річної перерви через карантинні обмеження, відбувся музичний фестиваль Atlas Weekend 2021[41].
- 13 липня — подав у відставку міністр внутрішніх справ України Арсен Аваков, що працював на цій посаді з 2014 року[42].
- 27 липня — український плавець Михайло Романчук на Літніх Олімпійських іграх встановив олімпійський рекорд на дистанції 800 метрів вільним стилем[43].

### Серпень
- 6 серпня — у в'язниці так званої ДНР за невідомих обставин було вбито 3 в'язнів, серед них — засуджений за вбивство заслужений майстер спорту Євген Сотников, український дзюдоїст, що був призером чемпіонатів світу та Європи та учасником Олімпіади в Пекіні (2008)[44]
- 15 серпня — у своєму помешканні знайдено мертвим міського голову Кривого Рогу Костянтина Павлова[45].
- 17 серпня:
  - Український шашкіст Юрій Анікєєв став переможцем чемпіонату Європи 2021 із шашок-64[46].
  - Після захоплення талібами Кабула відому афганську режисерку і генеральну директорку державної кінокомпанії «Афганфільм» Сахра Карімі було евакуйовано із Афганістану до Києва[47].
- 19 серпня — Україна придбала у Великої Британії для Національного наукового антарктичного центру науково-дослідне судно-криголам «Джеймс Кларк Росс»[48].
- 21 серпня:
  - Вперше відбулось вручення Відзнаки Президента України «Національна легенда України»[49].
  - Завершився 12-й Одеський міжнародний кінофестиваль. Гран-прі «Золотий Дюк» отримав фільм «Стоп-Земля» української режисерки Катерини Горностай[50].
  - До Києва із триденним візитом прибув Вселенський патріарх Варфоломій, під час якого відбулася зустріч із президентом України Володимиром Зеленським[51].
- 22 серпня — до Києва прибула канцлер Німеччини Ангела Меркель; відбулась її зустріч із президентом України Володимиром Зеленським[52].
- 23 серпня:
  - У Києві за участі лідерів і представників 46 країн світу вперше відбувся Міжнародний саміт «Кримська платформа». Учасники підписали спільну декларацію[53].
  - За участі 10 перших леді відбувся перший Київський саміт перших леді та джентльменів[54].
  - Набули чинності зміни до законодавства щодо е-паспортів[55].
  - У ДТП на Бориспільській трасі потрапив народний депутат України Олександр Трухін, внаслідок пригоди постраждав голова Комітету арбітрів ФФУ Лучано Лучі[56].
- 24 серпня — по всій країні пройшло відзначення 30-ї річниці незалежності України. У Києві відбувся парад за участі військової техніки та авіації.[57].
- 31 серпня — у США ДП НАЕК «Енергоатом» та Westinghouse Electric підписали меморандум про будівництво енергоблоку Хмельницької АЕС[58].

### Вересень
- 1 вересня — Українсько-американські відносини: у Білому домі вперше відбулась зустріч президента США Джо Байдена та президента України Володимира Зеленського. За її результатами оприлюднено спільну заяву щодо стратегічного партнерства.[59]
- 3 вересня — у Києві в костелі святого Миколая виникла пожежа, вогнем пошкоджений дах і згорів орган, жертв немає[60].
- 5 вересня — на Літніх Паралімпійських іграх 2020, що пройшли в Токіо, в медальному заліку українські спортсмени — на шостому місці. Найтитулованішим спортсменом олімпіади став український плавець Максим Крипак.[61]
- 15 вересня — у центральній частині Дніпра підірвався автомобіль, загинули ветеран АТО Олексій Кавлак та речниця ДСНС Дар'я Гречіщева. Правоохоронці назвали вибух терористичним актом[62][63][64][65]
- 21 вересня — у Львівській лікарні швидкої допомоги вперше в Україні провели трансплантацію легенів[66].
- 22 вересня:
  - Невідомі обстріляли автомобіль першого помічника президента України Володимира Зеленського Сергія Шефіра, поранений водій[67].
  - Донецький «Шахтар» став переможцем Суперкубку України з футболу 2021 — у фіналі він переміг київське «Динамо»[68].
- 23 вересня — Коронавірусна хвороба 2019 в Україні: в Україні почала діяти «жовта» зона карантину[69].
- 25 вересня — українець Олександр Усик переміг британця Ентоні Джошуа та виграв титули чемпіона WBA (Супер), IBF, WBO та IBO у важкій вазі[70].

### Жовтень
- 1 жовтня — Netflix запустив україномовну підтримку та інтерфейс[71].
- 7 жовтня — Верховна Рада України ухвалила рішення про відставку Дмитра Разумкова з посади голови парламенту[72].
- 8 жовтня — Верховна Рада України обрала головою парламенту Руслана Стефанчука[73].
- 12 жовтня — Україна та Європейський Союз підписали Договір з відкритого неба[74].
- 22 жовтня — Головою Верховного Суду України обраний Всеволод Князєв[75].
- 26 жовтня:
  - Апеляційний суд Амстердама ухвалив рішення повернути експонати виставки «скіфського золота» українській державі[76].
  - У районі проведення операції Об'єднаних сил вперше відбулося бойове застосування турецького розвідувально-ударного безпілотного комплексу «Байрактар»[77].

### Листопад
- 3 листопада — Коронавірусна хвороба 2019 в Україні: в Києві декілька тисяч людей взяли участь в мітингу проти вакцинації від COVID-19 та обмежувальних заходів, запроваджених у зв'язку із пандемією. Учасники акції заблокували у кількох місцях рух транспорту в урядовому кварталі.[78].
- 7 листопада — Петро Порошенко оголосив про продаж та передачу всіх акцій своїх телеканалів «Прямий» та «5 канал» новоствореному медіахолдингу «Вільні медіа»[79].
- 16 листопада — до України вперше приїхав американський актор та кінорежисер Шон Пенн — для зйомок у Києві документального фільму про Революцію гідності[80].
- 17 листопада:
  - Bellingcat та The Insider оприлюднили першу частину власного розслідування про Вагнергейт[81].
  - Українська повнометражна стрічка Олега Сенцова «Носоріг» здобула нагороду за найкращий художній фільм на 32-му Стокгольмському міжнародному кінофестивалі, а Сергій Філімонов був визнаний найкращим виконавцем головної ролі[82].
  - Створена за підтримки Держкіно українська повнометражна стрічка Аліни Горлової «Цей дощ ніколи не скінчиться» здобула нагороду за найкращий документальний фільм на 66-му Міжнародному кінофестивалі в місті Корк (Ірландія)[83].
- 20 листопада — український боксер Артем Далакян переміг панамця Луїса Консепсьона та захистив титул чемпіона світу у найлегшій вазі за версією WBA[84].
- 21 листопада — чоловіча збірна України із шахів здобула перемогу в 23-му командному чемпіонаті Європи, який проходив у словенському містечку Чатеж-об-Саві[85].
- 22 листопада — державна компанія «Енергоатом» і американська електротехнічна компанія «Westinghouse Electric» підписали угоду про будівництво двох нових атомних енергоблоків для Хмельницької АЕС[86].
- 27 листопада — у м. Нова Одеса Миколаївської області в п'ятиповерховому житловому будинку стався вибух (попередньо побутового газу), внаслідок чого зруйновано дві квартири. Троє осіб загинуло і троє постраждали.[87]
- 28 листопада — Чоловіча збірна України з водного поло здобула перемогу в Лізі Націй[88].

### Грудень
- 7 грудня — у результаті ДТП за участі мікроавтобуса поблизу Чернігова 13 людей загинуло, ще 7 травмовані[89].
- 13 грудня:
  - Після низки гучних скандалів замміністра МВС Олександра Гогілашвілі звільнили з посади[90].
  - В Україні через негоду знеструмлені 187 населених пунктів у 5 областях[91][92].
- 14 грудня — СБУ ліквідувала найбільшу в Україні мережу з виготовлення фейкових сертифікатів про COVID-вакцинацію[93].
- 15 грудня — Верховна Рада України перейменувала місто Володимир-Волинський у Володимир[94].
- 17 грудня — Світовий банк схвалив виділення Україні 300 мільйонів євро на підтримку реформ і пом'якшення наслідків пандемії коронавірусу[95][96].
- 23 грудня — Україна і Сейшельські острови домовились про взаємне скасування візових вимог[97][98].

## Нагороджено, відзначено
Звання Героя України отримали:
- 22 серпня:
  - Білоус Сергій Степанович †, солдат ЗСУ[99];
  - Гельфгат Ілля Маркович, вчитель фізики[100];
  - Горбулін Володимир Павлович, перший віце-президент Національної академії наук України, доктор технічних наук, академік НАН України[101];
  - Ридзанич Максим Володимирович †, старшина ЗСУ[102];
  - Сидоренко Євген Анатолійович, полковник ЗСУ[103];
  - Яремчук Назарій Назарович †, співак, народний артист України[104];
- 28 серпня:
  - Горбенко Святослав Сергійович †, доброволець Добровольчого Українського Корпусу «Правий сектор»[105];
  - Гурняк Віктор Петрович †, солдат ЗСУ[106]
- 17 вересня — Крипак Максим Сергійович, п'ятиразовий чемпіон, срібний та бронзовий призер з плавання[107].
- 29 вересня — Левітас Ілля Михайлович †, президент Ради національних товариств України у 1989—2014 роках[108].
- 14 жовтня:
  - Верхогляд Микола Якович †, полковник ЗСУ[109];
  - Хамраєв Рустам Шонійозович †, солдат ЗСУ[110].
- 30 листопада — Коцюбайло Дмитро Іванович, доброволець Добровольчого Українського Корпусу «Правий сектор»[111].
- 3 грудня — Полицяк Петро Петрович †, солдат ЗСУ[112].

## Особи

### Померли
- 4 січня –  Готра Зенон, 78, відомий львівський науковець, професор і завідувач кафедри електронних приладів Національного університету "Львівська політехніка" [113][114]
- 27 січня — Ахекян Тетяна Луківна, 93, радянська і українська балерина, балетмейстер та педагог, Народна артистка України (1998)[115].
- 28 січня:
  - Омеляненко Василь Онуфрійович, 95, радянський та український художник (гончар, скульптор), Заслужений майстер народної творчості України (1976)[116].
  - Пісний Василь Михайлович, 58, генерал-лейтенант міліції, заступник начальника Головного управління по боротьбі з корупцією та організованою злочинністю СБУ (2015—2019); COVID-19[117].
- 9 березня — Зерова Марина Дмитрівна, 86, українська вчена у галузі ентомології, заслужений діяч науки і техніки України.
- 30 березня — Коробко Микола Іванович, 84, український правозахисник, громадсько-політичний діяч, народний депутат України I скликання.
- 3 квітня — Коросташов Олександр Григорович, 79, радянський та український господарський діяч, Герой України (2002)[118].
- 7 квітня — Акімов Ігор Андрійович, 83, український зоолог, член-кореспондент НАН України, заслужений діяч науки і техніки України, директор Інституту зоології імені І. І. Шмальгаузена НАН України.
- 16 квітня — Яворівський Володимир Олександрович, 78, український письменник, журналіст та політік[119].
- 19 травня:
  - Вершиніна Людмила Іванівна, 93, радянська і українська акторка та режисер, Народна артистка України (1977)[120].
  - Дутчак Михайло Михайлович, 67, український диригент, Народний артист України (2017)[121].
- 30 травня — Слабошпицький Михайло Федотович, 74, український письменник та літературознавець[122].
- 3 червня:
  - Завгородній Микола Володимирович, 68, радянський та український актор, Народний артист України (2014)[123].
  - Шептекіта Валерій Іванович, 80, радянський та український актор («Овід», «Роксолана», «Я, ти, він, вона»), Народний артист України (2000)[124].
- 13 червня — Чапкіс Григорій Миколайович, 91, радянський і український танцюрист та хореограф, Народний артист України (2010)[125].
- 22 червня — Силенко Тарас Вікторович, 48, український бандурист (кобзар), Заслужений артист України (2008)[126].
- 14 липня — Судьїн Володимир Миколайович, 82, радянський і український режисер, актор та педагог, Заслужений діяч мистецтв України (1993)[127].
- 24 липня — Шапар Аркадій Григорович, 84, український еколог, член-кореспондент НАН України, Заслужений діяч науки та техніки України (2000).
- 5 серпня — Марчук Євген Кирилович, 80, український політик, Прем'єр-міністр України (1995—1996)[128].
- 8 серпня — Ройтбурд Олександр Анатолійович, 59, український художник, директор Одеського художнього музею (2018—2019)[129].
- 16 серпня — Голубничий Володимир Степанович, 85, радянський та український легкоатлет, неодноразовий рекордсмен світу та чемпіон Європи, учасник 5 олімпіад, 2-разовий олімпійський чемпіон зі спортивної ходьби[130].
- 6 жовтня – Мась Олексій, 47, видатний український IT-фахівець, винахідник і співзасновник відомих стартапів.[131][132]
- 6 листопада — Звягільський Юхим Леонідович, 88, радянський та український політик, Прем'єр-міністр України (1993—1994), Герой Соціалістичної Праці (1986), Герой України (2003); COVID-19[133].
- 25 листопада — Омельченко Олександр Олександрович, 83, український політик та підприємець, мер Києва (1996—2006), Герой України (2001)[134].
- 3 грудня — Гаденко Мар'ян Ілліч, 66, український композитор, співак, поет та телеведучий, Народний артист України (1999)[135].

## Засновані, створені
- 24 серпня Указом президента України Володимира Зеленського запроваджено щорічно 28 липня відзначати День Української Державності[136].

## Пам'ятні дати та ювілеї

### Дні пам'яті
- 100-ті роковини від початку масового штучного голоду 1921—1923 років в Україні (День пам'яті — 27 листопада);
- 80-ті роковини від початку масових розстрілів, здійснених гітлерівцями у Бабиному Яру (29–30.09.1941, День пам'яті — 29 вересня). Трагедія стала символом «Голокосту від куль» і символом нацистської політики знищення людей в Україні. Нацисти також вчиняли подібні злочини у Харкові (Дробицький Яр), Дніпропетровську (нині — місто Дніпро), Рівному (урочище Сосонки), Луцьку, Вінниці, Дрогобичі та інших місцях;
- 75-ті роковини від початку масового штучного голоду 1946—1947 років в Україні (День пам'яті — 27 листопада).

### Ювілеї
- 1225 років з часу (796 рік):
  - знищення Аварського каганату у Паннонії франками (інша дата — 805 рік).
- 1125 років з часу (896 рік):
  - битви на Південному Бузі, де болгарський цар Симеон I розбив військо угрів та в союзі з печенігами він вигнав їх далеко на захід.
- 1075 років з часу (946 рік):
  - посольства княгині Ольги до Царгорода.
  - придушення Ольгою повстання древлян після спалення Іскоростеня.
- 1050 років з часу (971 рік):
  - завершення Другого Балканського походу у Болгарії князя Святослава (з 969 року) та пограбування околиць Константинополя, облога у Доростолі; поразка і відхід з Балкан. Укладення з Візантією договору на умовах 944 року.
- 1025 років з часу (996 рік):
  - завершення спорудження Десятинної церкви в Києві (з 990 року) та її урочисте відкриття (25 травня), до якої прибули священики з Херсонеса. Захоронення тут праху княгині Ольги.
- 875 років з часу (1146 рік):
  - завершення повстання у Києві, який у 1139 році був захоплений Всеволодом Олеговичем.
  - початку збройної боротьби князівських родів (Ольговичів, Мономаховичів, Давидовичів) за Київський престол (до 1161 року).
- 825 років з часу (1196 рік):
  - вторгнення литовців у Волинське князівство.
- 800 років з часу (1221 рік):
  - початку княжіння Данила Романовича на Волині.
  - битви під Галичем (23 травня 1221);
- 775 років з часу (1246 рік):
  - відвідання галицько-волинським князем Данилом Романовичем столиці Орди — Сарай-Бату, де був вимушений визнати себе підлеглим хана Батия.
  - подорожі Плано Карпіні через Чехію, Польщу, Русь (Володимир, Київ) і Дон до Сарая і Монголії.
- 700 років з часу (1321 рік):
  - битви на річці Ірпінь, коли литовський князь Гедимін розбив руське військо і зайняв Київ (інша дата — 1320 рік).
- 675 років з часу (1346 рік):
  - облоги Кафи Ханом Джанібеком
- 550 років з часу (1471 рік):
  - ліквідації Київського удільного князівства та утворення Київського воєводства.
- 450 років з часу (1571 рік):
  - похід кримських татар на чолі з ханом Девлет Ґераєм на Москву, що привів до спалення Москви, коли цар Іван IV втік зі своєї столиці.
- 425 років з часу (1596 рік):
  - укладення Берестейської церковної унії — створення Української греко-католицької Церкви;
  - завершення козацького повстання під проводом Северина Наливайка (з 1591 року).
    - битви біля урочища Гострий Камінь (березень–квітень);
    - битви в урочищі Солониця (травень–червень);
- 400 років з часу (1621 рік):
  - завершення хотинської турецько-польської війни.
  - Хотинської битви, коли козацька армія (40 000 воїнів) гетьмана Петра Сагайдачного врятувало польське військо (30 000 воїнів) від поразки турками (120—150 000) і татарами (60 000) (2 вересня — 9 жовтня).
  - підписання Хотинського мирного договору, яким було встановлено польсько-молдавський кордон по Дністру, але Річ Посполита віддавала Хотин. Козацький реєстр збільшено не було, він залишився на рівні 3000.
  - ухвалення Сеймом Речі Посполитої рішення про збільшення козацького реєстру до 20 000 осіб із затвердженням 100 000 злотих на рік для утримання. Втім, рішення не було втілено в життя.
- 375 років з часу (1646 рік):
  - проведення Ужгородської церковної унії та поширення греко-католицизму на Закарпаття.
  - видання Требника Петра Могили друкарнею Києво-Печерської лаври.
- 350 років з часу (1671 рік):
  - завершення польсько — українсько — татарської війни 1666—1671 років між Річчю Посполитою та васалами Османської імперії: Гетьманщиною (Правобережною Україною на чолі з Петром Дорошенком) та Кримським ханством. Похід польського війська на чолі з Яном Собеським на Поділля проти П.Дорошенка, захоплення Брацлава, Могилева, Вінниці.
- 325 років з часу (1696 рік):
  - завершення спорудження коштом гетьмана Івана Мазепи Богоявленської церкви Братського монастиря та Миколаївського собору в Києві.
  - Другого азовського походу — облоги, штурму і здобуття (19/29 липня) україно-російськими військами турецької фортеці Азов у гирлі Дону (травень — липень).
- 300 років з часу (1721 рік):
  - завершення Північної війни Російської імперії зі Швецією.
  - підписання Ништадтського миру та закінчення Північної війни Московського царства зі Шведською імперією (30 серпня).
  - видання наказу про цензурування українських книжок, яким були накладені штрафи на Київську та Чернігівську друкарні за книжки «не во всем с великороссийскими сходные». Знищення Чернігівської друкарні.
  - першого взяття проб донецького вугілля з метою його промислового використання ландратом (помічникомгубернатора) Київської губернії, шляхтичем Микитою Вепрейським та капітаном Ізюмського полку, комендантом Бахмутської фортеці Семеном Чирковим в урочищі Скелеватому, що за 25 верст від Бахмута.
- 250 років з часу (1771 рік):
  - спорудження Дніпровської укріпленої лінії (від Олександрівська вздовж Кримського кордону до Петрівської фортеці) та заснування Олександрівська (нині м. Запоріжжя).
  - походу Долгорукова на Кримське ханство в ході російсько-турецької війни, коли було здобуто Перекоп (червень), Ґезлев, Кафу. Кримське ханство було визнане незалежним, але під протекторатом Російської імперії.
- 225 років з часу (1796 рік):
  - розформування Катеринославського козацького війська, що існувало між Південним Бугом і Інгулом (5 червня).
- 200 років з часу (1821 рік):
  - створення Павлом Пестелем Південного товариства декабристів в Україні (березень).
- 175 років з часу (1846 рік):
  - видання в Москві Осипом Бодянським історичної праці «Історія Русів».
  - початку селянського антипольського повстання у Галичині
- 150 років з часу (1871 рік):
  - завершення будівництва залізниць Полтава — Кременчук і Харків — Полтава.
  - відкриття залізниці Тернопіль — Підволочиськ.
  - початок будівництва залізниці Волочиськ — Жмеринка.
- 100 років з часу (1921 рік):
  - ухвалення рішення про запровадження нової економічної політики (непу) Х з'їзд РКП(б) з частковим відновленням приватної власності та свободи торгівлі та підтвердженням передачі землі у власність селян (8 — 16 березня).
  - підписання Ризький мирний договір РСФРР та УСРР з Польщею та завершення польсько-радянської війни 1919—1920 рр. і поділу західних земель України і Білорусі між Росією та Польщею(18 березня).
  - початку Голоду в Україні (до 1923 року)
  - проведення І Всеукраїнського православного церковного Собору, на якому підтверджено автокефалію Української автокефальної православної церкви з обранням її керівництво на чолі з митрополитом Василем Липківським (14-30 жовтня).
  - закінчення другої радянсько-української війни, поразка українського визвольного руху (листопад).
  - замаху у Львові на прем'єр-міністра («Начальника держави») Польщі маршала Юзефа Пілсудського, під час якого було поранено львівського губернатора К.Грабовського, здійснений членом УВО Степаном Федаком (25 листопада).
  - уведення більшовиками загального військового обов'язку (30 вересня).
  - утворення Кримської АРСР у складі РРФСР (18 жовтня).
  - проведення Другого зимового походу (Листопадового рейду) повстанських загонів армії УНР на Правобережну Україну (28 жовтня — 6 грудня).
  - 359 полонених вояків похідної групи Армії УНР, які відмовились перейти на службу до Червоної Армії і були розстріляні біля с. Базар Житомирської області (нині — село Коростенського району Житомирської області) (21 листопада).
- 75 років з часу (1946 рік):
  - проведення Львівського собору — проголошення ліквідації УГКЦ, розриву унії з Римом і перехід греко-католиків до православ'я (8 березня).
  - проведення Грубешівської операції — звільнення міста Грубешів військовими УПА та польської організації ВіН («Свобода і незалежність») (27 — 28 травня);
  - утворення Закарпатської області (22 червня).
  - схвалення плану IV п'ятирічки — «п'ятирічки відбудови» (серпень).
  - уведення до навчального процесу нового, наближеного до російського, українського правопису, схваленого 8 травня 1945 постановою Ради Міністрів УРСР (15 листопада).
  - початку Голоду в Україні (до 1947 року)
- 25 років з часу (1996 рік):
  - початок ваучерної приватизації в Україні з видачею іменних приватизаційних сертифікатів у відділеннях «Ощадбанку» (15 лютого).
  - призначення нового прем'єр-міністра України Павла Лазаренка (27 червня).
- День Конституції України: після майже доби безперервної роботи, Верховна Рада України о 9 год. 18 хв., прийняла і ввела в дію Конституцію України. Цій доленосній події передували 6 років наполегливої і важкої праці, консультацій, криз і домовленостей. Документ отримав підтримку двох третин депутатського корпусу (315 народних депутатів). (28 червня).
  - українські спортсмени на Літніх Олімпійських іграх 1996 в Атланті здобули 9 золотих, 2 срібних і 12 бронзових медалей, посівши 9-е місце у загальному заліку країн-учасниць (19 липня — 5 серпня).
  - запровадження національної валюти гривні (₴, UAH) указом Президента України Леоніда Кучми «Про грошову реформу в Україні» від 25.08.1996 (вересень).

#### Населених пунктів
- 1075 років із часу (946 рік):
  - першої писемної згадки про місто Вишгород;
- 1025 років із часу (996 рік):
  - першої писемної згадки про місто Полонне;
- 950 років із часу (1071 рік):
  - першої писемної згадки про місто Старий Самбір;
- 925 років із часу (1096 рік):
  - першої писемної згадки про місто Ромни;
- 875 років із часу (1146 рік):
  - першої писемної згадки про місто Путивль;
  - першої писемної згадки про селище Меджибіж;
- 825 років із часу (1196 рік):
  - першої писемної згадки про місто Камінь-Каширський;
- 650 років із часу (1371 рік):
  - першої писемної згадки про місто Болехів;
- 450 років із часу (1571 рік):
  - першої писемної згадки про місто Бахмут;
  - першої писемної згадки про місто Богодухів;
  - першої писемної згадки про місто Кременчук;
- 375 років із часу (1646 рік):
  - заснування міста Валки;

#### Архітектурних пам'яток, установ та організацій
- 250 років з часу (1771 рік):
  - заснування астрономічної обсерваторії у Львові (нині — астрономічна обсерваторія як науково-дослідна установа Львівського національного університету імені Івана Франка).
  - початку спорудження Свято-Успенського собору у місті Харкові.
  - заснування Шосткинського порохового заводу (нині — казенне підприємство Шосткинський казенний завод «Зірка» на Сумщині)
- 225 років з часу (1796 рік):
  - заснування Національного дендрологічного парку «Софіївка» НАН України[137] в Умані.
  - спорудження першої кам'яновугільної копальні у Донбасі (Лисичанськ)
- 200 років з часу (1821 рік):
  - заснування Південного товариства декабристів.
  - заснування Миколаївської астрономічної обсерваторії (нині — науково-дослідний інститут «Миколаївська астрономічна обсерваторія»)
  - завершення діяльності театральної трупи на чолі з Іваном Котляревським та Михайлом Щепкіним у Полтаві.
- 150 років з часу (1871 рік):
  - відкриття у місті Києві Колегії Павла Ґалагана (жовтень).
- 125 років із часу (1896 рік):
  - заснування Львівської академічної громади;
  - початку кінематографа в Україні (13 вересня — кінопоказ у приміщенні львівського Пасажу Гаусмана, 2 грудня — кінопоказ у приміщенні Харківського оперного театру);
  - заснування Чернігівського обласного історичного музею імені В. В. Тарновського (26 листопада);
- 100 років з часу (1921 рік):
  - заснування Української медичної стоматологічної академії;
  - заснування Харківської державної академії дизайну і мистецтв;
  - створення Мліївської дослідної станції садівництва (нині — Дослідна станція помології ім. Л. П. Симиренка Інституту садівництва Національної академії аграрних наук України) (1921);
  - заснування Українського Вільного Університету (17 січня);
  - утворення Всеукраїнського музичного товариства імені Миколи Леонтовича (1 лютого);
  - заснування державного степового заповідника «Асканія-Нова» (нині — Біосферний заповідник «Асканія-Нова» імені Ф. Е. Фальц-Фейна Національної академії аграрних наук України) (8 лютого);
  - заснування Луганського національного університету імені Тараса Шевченка (1 березня);
  - створення Музею (Кабінету) антропології та етнології імені Хв. Вовка (29 березня);
  - заснування Одеського національного економічного університету (16 травня);
  - заснування у місті Львові Українського таємного університету (липень);
  - заснування національної гідрометеорологічної служби (19 листопада);
- 75 років з часу (1946 рік):
  - заснування Інституту філософії імені Г. С. Сковороди Національної академії наук України;
  - заснування Конструкторського бюро під керівництвом О. Антонова (нині — державне підприємство «Антонов»);
  - заснування Київського національного торговельно-економічного університету;
  - заснування Львівської національної академії мистецтв (6 вересня);
  - заснування Львівського державного університету фізичної культури імені Івана Боберського;
  - створення Українського науково-дослідного інституту протезування, протезобудування та відновлення працездатності;
  - відновлення Спілки Української Молоді в діаспорі (25 квітня);
  - заснування Інституту фізіології рослин і генетики Національної академії наук України (15 травня);
  - заснування Інституту захисту рослин Національної академії аграрних наук України (7 червня);
- 50 років з часу (1971 рік):
  - введення в дію Київської ТЕЦ-5 — однієї з найбільших в СРСР (21 грудня).
  - заснування Інженерно-технологічного інституту «Біотехніка» Національної академії аграрних наук України;
  - заснування народного літературно-меморіального музею Лесі Українки в селі Косівщина Сумського району Сумської області;
- 25 років з часу (1996 рік):
  - заснування Конституційного Суду України (16 жовтня).
  - передачі британської антарктичної станції «Фарадей» Україні. Над станцією було піднято український прапор та присвоєно нове ім'я — «Академік Вернадський».

#### Видатних особистостей

##### Народження
- 870 років із часу народження (1151 рік):
  - князя Ігоря Святославича (пом. 1202);
- 820 років із часу народження (1201 рік):
  - князя Данила Галицького (пом. 1264);
- 425 років з дня народження (1596 рік):
  - Петра Могила (пом. 1647) — церковного та політичного діяча, педагога, митрополита Київського, Галицького і всієї Русі (31 грудня);
- 375 років з дня народження (1646 рік):
  - Івана Скоропадського (пом. 1722) — гетьмана Лівобережної України (1708—1722);
- 340 років із дня народження (1681 рік):
  - 18 червня — Феофана Прокоповича (пом. 1736) — українського церковного діяча, письменника;
- 300 років з дня народження (1721 рік):
  - Іраклія (Гераклія) Костецького (пом. 1768) — діяча чернечого Чину св. Василія Великого в галузі просвіти і шкільництва, місіонера-проповідника, який підніс значення Теребовлянського (Підгорянського) монастиря до центру студій для чернечої молоді.
  - Тихона (в миру Тараса Якубовського)[138] (пом. 1786) — українського релігійного діяча в добу Гетьманщини, педагога, Єпископа Російської православної церкви.
- 210 років із дня народження (1811 рік):
  - 2 вересня — Івана Вагилевича (пом. 1866) — українського поета, фольклориста, філолога, етнографа, члена «Руської трійці»;
- 200 років із часу народження (1821 рік):
  - Михайла Башилова (пом. 1870) — художника, автора ілюстрацій до «Кобзаря» Тараса Шевченка;
  - 15 січня — Антона Петрушевича (пом. 1913) — українського історика, археолога, етнографа;
  - 25 травня — Миколи Гулака (пом. 1899) — українського громадського та політичного діяча, вченого, історика, публіциста, юриста, одного із засновників Кирило-Мефодіївського товариства;
  - 5 червня — Івана Вернадського (пом. 1884) — українського економіста, публіциста, видавця, громадського діяча;
- 175 років з дня народження (1846 рік):
  - Івана Верхратськиого (пом. 1919) — мовознавця, фольклориста, письменника (24 квітня);
  - Миколи Миклухо-Маклая (пом. 1888) — етнографа, географа (17 липня);
- 150 років з дня народження (1871 рік):
  - 15 січня — Агатангела Кримського (пом. 1942) — українського вченого, академіка, сходознавця, філолога, письменника, історика, перекладача, репресованого;
  - 19 січня — Євгена Кузьміна (пом. 1942) — українського мистецтвознавця, публіциста, представника «Розстріляного Відродження», репресованого;
  - 12 лютого — Леся Мартовича (справжнє ім'я та прізвище — Олекса Мартович) (пом. 1916) — українського письменника, юриста, громадського діяча;
  - 25 лютого — Лариси Косач (Лесі Українки) (пом. 1913) — видатної української письменниці та громадської діячки[139];
  - 16 березня — Миколи Бурачека (пом. 1942) — українського художника, письменника, мистецтвознавця;
  - 24 квітня — Любові Хавкіної (пом. 1949) — українського бібліотекознавця, бібліографа;
  - 9 травня — Володимира Гнатюка (пом. 1926) — українського етнографа, фольклориста, громадського діяча, літературознавця, перекладача, вченого, академіка;
  - 14 травня — Василя Стефаника (пом. 1936) — українського письменника, громадського та політичного діяча, однієї з головних постатей культурного та суспільно-політичного життя України;
  - 26 травня — Олександра Яницького (пом. 1943) — українського біофізика, радіобіолога, винахідника нового типу рентгенівської трубки;
  - 7 липня — Філарета Колесси (пом. 1947) — українського етнографа, фольклориста, композитора, музикознавця, вченого, академіка;
  - 24 серпня — Василя Щурата (пом. 1948) — українського поета, літературознавця, перекладача;
- 140 років із дня народження (1881 рік):
  - 29 березня — Марійки Підгірянки (справжнє ім'я та прізвище — Марія Ленерт-Домбровська) (пом. 1963) — української поетеси;
  - 5 квітня — Дмитра Ревуцького (пом. 1941) — українського музикознавця, фольклориста, перекладача;
  - 12 квітня — Миколи Капустянського (пом. 1969) — українського військового та політичного діяча, генерал-хорунжого Армії УНР, учасника боротьби за незалежність України у XX столітті;
  - 24 травня — Олександра Богомольця (пом. 1946) — українського академіка, лікаря, патофізіолога;
- 130 років із дня народження (1891 рік):
  - 23 січня — Павла Тичини (пом. 1967) — українського поета, перекладача, громадського та державного діяча;
  - 14 березня — Амвросія Бучми (пом. 1957) — українського актора, режисера, педагога;
  - 20 квітня — Юрія Тютюнника (пом. 1930) — українського військового діяча, генерал-хорунжого Армії УНР, учасника боротьби за незалежність України у XX столітті;
  - 23 квітня — Сергія Прокоф'єва (пом. 1953) — українського композитора, піаніста, диригента;
  - 14 червня — Євгена Коновальця (пом. 1938) — українського військового та політичного діяча, голови Організації українських націоналістів;
  - 4 липня — Петра Панча (справжнє прізвище — Панченко) (пом. 1978) — українського письменника;
- 125 років з дня народження (1896 рік):
  - Івана Паторжинського (пом. 1960) — оперного співака, педагога, народного артиста СРСР (3 березня);
  - Надії Суровцової (пом. 1985) — громадської діячки, політв'язня, журналістки (18 березня);
  - Василя Недайкаші (пом. після 1965) — командира куреня Низових запорожців Армії УНР (21 березня);
  - Бориса Монкевича (пом. 1971) — сотника Армії УНР, військового історика (25 березня);
- 120 років із дня народження (1901 рік):
  - 2 лютого — Валер'яна Підмогильного (пом. 1937) — українського письменника, представника «Розстріляного Відродження», репресованого;
  - 30 квітня — Саймона Кузнеця (пом. 1985) — економіста, лауреата Нобелівської премії, який навчався в Україні;
- 110 років із часу народження (1911 рік):
  - Марка Бернеса (пом. 1969) — актора, співака;
  - 27 січня — Івана Гончара (пом. 1993) — українського художника, скульптора, графіка, колекціонера, етнографа;
  - 28 січня — Семена Брауде (пом. 2003) — українського вченого, радіофізика, астронома, академіка;
  - 10 червня — Петра Весклярова (пом. 1994) — українського актора театру і кіно, телеведучого (Дід Панас);
- 100 років із часу народження (1921 рік):
  - 8 січня — Василя Сенатора (пом. 1944) — військового льотчика, учасника вигнання нацистів із території України;
  - 9 січня — Лариси Ратушної (пом. 1944) — учасниці антинацистського Руху Опору;
  - 12 січня — Леоніда Литвиненка (пом. 1983) — вченого, хіміка-органіка, академіка;
  - 28 січня — Леоніда Смогоржевського (пом. 1996) — українського вченого, зоолога, орнітолога;
  - 21 лютого — Володимира Малика (справжнє прізвище — Сиченко) (пом. 1998) — українського письменника;
  - 6 березня — Олексія Береста (пом. 1970) — українського військового діяча, учасника Другої світової війни, Героя України;
  - 11 березня — Павла Романчука (пом. 2008) — українського військового діяча, учасника вигнання нацистів із території України;
  - 2 квітня — Арсентія Мальона (пом. 1950) — українського військового льотчика, учасника вигнання нацистів із території України;
  - 10 квітня — Ніни Онілової (пом. 1942) — українського військового діяча, учасниці оборонних боїв на території України в роки Другої світової війни;
  - 15 квітня — Георгія Берегового (пом. 1995) — українського військового льотчика, учасника вигнання нацистів з території України, льотчика-космонавта, генерал-лейтенанта авіації;
  - 25 квітня — Володимира Сербулова (пом. 1993) — українського військового діяча, учасника вигнання нацистів із території України;
  - 6 травня — Олександри Селюченко (пом. 1921) — української керамістки, народної майстрині, заслуженого майстра народної творчості;
  - 10 травня — Михайла Кривенка (пом. 2008) — українського художника;
  - 15 травня — Михайла Дзигунського (пом. 1944) — українського військового діяча, учасника вигнання нацистів із території України;
  - 15 червня — Івана Чорноволенка (пом. 1943) — українського військового діяча, учасника вигнання нацистів із території України;
  - 21 червня — Осипа Дяківа (пом. 1950) — українського учасника антинацистського Руху Опору, громадського та політичного діяча, учасника боротьби за незалежність України у XX столітті;
  - 4 липня — Івана Кобилянського (пом. 1945) — українського військового льотчика, учасника Другої світової війни;
  - 5 липня — Івана Кравченка (пом. 1945) — українського військового діяча, учасника вигнання нацистів із території України;
  - 7 липня — Петра Яцика (пом. 2001) — українського мецената, громадського діяча, засновника Міжнародного конкурсу знавців української мови, що носить його ім'я;
  - 8 серпня — Володимира Щигельського (пом. 1949) — українського військового та політичного діяча, поручника УПА, учасника боротьби за незалежність України у XX столітті;
  - 24 серпня — Леоніда Полтави (справжнє прізвище — Пархомович) (пом. 1990) — українського громадського та політичного діяча, письменника, журналіста;
  - 24 серпня — Бориса Малиновського (пом. 2019) — українського вченого, кібернетика;
- 90 років із дня народження (1941 рік):
  - 6 березня — Олександра Білаша (пом. 2003) — українського композитора, Героя України;
  - 12 червня — Євгенії Мірошниченко (пом. 2009) — українського оперної співачки, педагога, Героя України;
  - 22 червня — Геннадія Удовенка (пом. 2013) — українського дипломата, державного та політичного діяча, президента Генеральної Асамблеї ООН;
  - 26 липня — Івана Дзюби — українського літературознавця, літературного критика, публіциста, правозахисника, дисидента, громадського та державного діяча, вченого, академіка НАН України, політв'язня радянського режиму, Героя України;
- 80 років із дня народження (1941 рік):
  - 24 січня — Юрія Покальчука (пом. 2008) — українського письменника, перекладача;
  - 17 травня — Ореста Субтельного (пом. 2016) — українського історика, іноземного члена НАН України;
  - 15 червня — Івана Миколайчука (пом. 1987) — українського кіноактора, драматурга, кінорежисера;
  - 27 серпня — Богдана Ступки (пом. 2012) — українського актора, громадського та державного діяча, Героя України;
- 75 років з дня народження (1946 рік):
  - 28 січня — Леоніда Каденюка (пом. 2018) — першого космонавта незалежної України, генерал-майора авіації, Героя України;
  - 31 липня — Володимира Шевченка (пом. 2012) — артиста цирку, дресирувальника хижаків, народного артиста УРСР;
- 50 років із дня народження (1971 рік):
  - 9 квітня — Михайла Костишина (пом. 2014) — учасника Революції Гідності, Героя України;
  - 20 травня — Валерія Опанасюка (пом. 2014) — учасника Революції Гідності, Героя України;
- 25 років з дня народження (1996 рік):
  - 27 січня — Іллі Нижника — українського шахіста, гросмейстера;

##### Смерті
- 300 років з дня смерті (1721 рік):
  - Івана Сулими — українського полководця, генерального хорунжого Війська Запорозького (1708–1721), наказного гетьмана (з 1718).
  - Василя Верлецького — українського політичного діяча, дипломата часів Гетьмана Івана Мазепи.
  - Єрофея Косовського (чернече ім'я Варлаам) (нар. бл. 1654) — українського та московитського релігійного діяча, православного місіонера у країнах Західного Сибіру, митрополита Смоленського і Дорогобузького (1720—1721).
  - Сильвестра (Пиновського) (за іншою інформацією — помер у 1722) — українського церковного діяча, ректора Києво-Могилянської академії.
- 275 років з дня смерті (1746 рік):
  - Атанасія Шептицького (світське ім'я — Антоній; нар. 1686) — предстоятеля Української греко-католицької церкви, митрополита Київського;
- 100 років з дня смерті (1921 рік):
  - Миколи Леонтовича (нар. 1877) — українського композитора, збирача музичного фольклору;
  - Григорія Чупринки (нар. 1879) — українського поета, літературного критика, учасника антибільшовицького повстанського руху;
  - Адріана Кащенка (нар. 1858) — українського етнографа, письменника;
  - Костянтина Пестушка (нар. 1898) — отамана Степової дивізії, головного отамана Холодного Яру;
- 50 років з дня смерті (1971 рік):
  - Бориса Монкевича (нар. 1896) — сотника Армії УНР, військового історика (25 березня);
  - Левка (Лева) Лепкого (нар. 1888) — українського письменника, видавця, редактора, композитора, художника;
- 25 років з дня смерті (1996 рік):
  - Петра Ше́леста (нар. 1908) — партійного і державного діяча УРСР та СРСР. Першого секретаря ЦК КП України (1963—1972), члена Політбюро (Президії) ЦК КПРС (1964—1973) (кандидата у члени Президії ЦК КПРС у 1963—1964), депутата Верховної Ради Української РСР 4–8-го скликань, депутата Верховної Ради СРСР 5–8-го скликань (1958—1974), члена Президії Верховної Ради СРСР (1966—1972). Героя Соціалістичної Праці (1968) (22 січня).